# Liste der Nummer-eins-Hits in Neuseeland (1992)
Dies ist eine Liste der Nummer-eins-Hits in Neuseeland im Jahr 1992. Sie basiert auf den offiziellen Single und Albums Top 40, die im Auftrag von Recorded Music NZ, dem neuseeländischen Vertreter der IFPI, ermittelt werden. Es gab in diesem Jahr 18 Nummer-eins-Singles und 15 Nummer-eins-Alben.

## Singles
| ← 1991 ← | Liste der Nummer-eins-Hits in Neuseeland | Liste der Nummer-eins-Hits in Neuseeland | Liste der Nummer-eins-Hits in Neuseeland | 1993 →                    |
| \| Zeitraum \| Wo. ges. \| Interpret \| Titel Autor(en) \| Zusätzliche Informationen \| \| (Zeitraum, Wochen auf Platz eins, Interpret, Titel, Autor[en], zusätzliche Informationen) \| \| \| \| \| \| ----------------------------------------------------------------------------------------- \| -------- \| -------------------------------------- \| ---------------------------------------------------------------------------------------------------------------------------------------------------------------------------------------------- \| ------------------------- \| \| 24. November 1991 – 18. Januar 1992 8 Wochen \| 8 \| Michael Jackson \| Black or White Michael Joe Jackson, Bill Bottrell \| – \| \| 19. Januar 1992 – 25. Januar 1992 1 Woche \| 1 \| Right Said Fred \| I’m Too Sexy Fred Fairbrass, Richard Fairbrass, Robert Manzoli \| – \| \| 26. Januar 1992 – 8. Februar 1992 2 Wochen \| 2 \| Guns n’ Roses \| Live and Let Die Linda Louise McCartney, Paul James McCartney \| – \| \| 9. Februar 1992 – 22. Februar 1992 2 Wochen \| 2 \| Big Audio Dynamite \| Rush Mick Jones \| – \| \| 23. Februar 1992 – 29. Februar 1992 1 Woche \| 1 \| Nirvana \| Smells Like Teen Spirit Kurt D. Cobain, Krist Anthony Novoselic, David Grohl \| – \| \| 1. März 1992 – 14. März 1992 2 Wochen \| 2 \| Michael Jackson \| Remember the Time Edward T. Riley, Michael Joe Jackson, Bernard Belle \| – \| \| 15. März 1992 – 21. März 1992 1 Woche \| 1 \| KLF feat. Tammy Wynette \| Justified and Ancient Jimi Francis Cauty, William Ernest Drummond, Ricky Lyte \| – \| \| 22. März 1992 – 25. April 1992 5 Wochen \| 5 \| Mr. Big \| To Be with You Eric Lee Martin, David Richard Grahame \| – \| \| 26. April 1992 – 9. Mai 1992 2 Wochen \| 2 \| A Lighter Shade of Brown \| On a Sunday Afternoon Norman Jesse Whitfield, Barrett Strong, William H. Stewart Jr., Bobby Bryan Ramirez, Robert Anthony Gutierrez, Humberto Vergano, James Calvin Carter, Jarry Jamel Blouin \| – \| \| 10. Mai 1992 – 13. Juni 1992 5 Wochen \| 5 \| Eric Clapton \| Tears in Heaven Eric Patrick Clapton, Will Jennings \| – \| \| 14. Juni 1992 – 27. Juni 1992 2 Wochen \| 2 \| Kris Kross \| Jump Jermaine Dupri Mauldin \| – \| \| 28. Juni 1992 – 18. Juli 1992 3 Wochen \| 3 \| Riff \| Weiße Jungs bringen’s nicht Dallas L. Austin, Randall K. Benson \| – \| \| 19. Juli 1992 – 22. August 1992 5 Wochen \| 5 \| Mariah Carey \| I’ll Be There Berry Gordy, Bob West, Willie Hutch, Hal Davis \| – \| \| 23. August 1992 – 5. September 1992 2 Wochen (insgesamt 3) \| 3 \| The Red Nose Band feat. Hammond Gamble \| You Make the Whole World Smile Murray Robert Grindlay, Murray Wallace McNabb \| – \| \| 6. September 1992 – 17. Oktober 1992 6 Wochen \| 6 \| Billy Ray Cyrus \| Achy Breaky Heart Donald L. Von Tress \| – \| \| 18. Oktober 1992 – 5. Dezember 1992 7 Wochen \| 7 \| Boyz II Men \| End of the Road Kenneth B. Edmonds, Antonio M. Reid, Daryl L. Simmons \| – \| \| 6. Dezember 1992 – 19. Dezember 1992 2 Wochen \| 2 \| Charles & Eddie \| Would I Lie to You? Mick Leeson, Peter Benson Vale \| – \| \| 20. Dezember 1992 – 27. März 1993 14 Wochen \| 14 \| Whitney Houston \| I Will Always Love You Dolly Parton \| – \| |                                          |                                          | |                           |
| ← 1991 |                                          |                                          | | → 1993 →                  |
| Zeitraum | Wo. ges.                                 | Interpret                                | Titel Autor(en) | Zusätzliche Informationen |
| (Zeitraum, Wochen auf Platz eins, Interpret, Titel, Autor[en], zusätzliche Informationen) |                                          |                                          | |                           |
| 24. November 1991 – 18. Januar 1992 8 Wochen | 8                                        | Michael Jackson                          | Black or White Michael Joe Jackson, Bill Bottrell | –                         |
| 19. Januar 1992 – 25. Januar 1992 1 Woche | 1                                        | Right Said Fred                          | I’m Too Sexy Fred Fairbrass, Richard Fairbrass, Robert Manzoli | –                         |
| 26. Januar 1992 – 8. Februar 1992 2 Wochen | 2                                        | Guns n’ Roses                            | Live and Let Die Linda Louise McCartney, Paul James McCartney | –                         |
| 9. Februar 1992 – 22. Februar 1992 2 Wochen | 2                                        | Big Audio Dynamite                       | Rush Mick Jones | –                         |
| 23. Februar 1992 – 29. Februar 1992 1 Woche | 1                                        | Nirvana                                  | Smells Like Teen Spirit Kurt D. Cobain, Krist Anthony Novoselic, David Grohl | –                         |
| 1. März 1992 – 14. März 1992 2 Wochen | 2                                        | Michael Jackson                          | Remember the Time Edward T. Riley, Michael Joe Jackson, Bernard Belle | –                         |
| 15. März 1992 – 21. März 1992 1 Woche | 1                                        | KLF feat. Tammy Wynette                  | Justified and Ancient Jimi Francis Cauty, William Ernest Drummond, Ricky Lyte | –                         |
| 22. März 1992 – 25. April 1992 5 Wochen | 5                                        | Mr. Big                                  | To Be with You Eric Lee Martin, David Richard Grahame | –                         |
| 26. April 1992 – 9. Mai 1992 2 Wochen | 2                                        | A Lighter Shade of Brown                 | On a Sunday Afternoon Norman Jesse Whitfield, Barrett Strong, William H. Stewart Jr., Bobby Bryan Ramirez, Robert Anthony Gutierrez, Humberto Vergano, James Calvin Carter, Jarry Jamel Blouin | –                         |
| 10. Mai 1992 – 13. Juni 1992 5 Wochen | 5                                        | Eric Clapton                             | Tears in Heaven Eric Patrick Clapton, Will Jennings | –                         |
| 14. Juni 1992 – 27. Juni 1992 2 Wochen | 2                                        | Kris Kross                               | Jump Jermaine Dupri Mauldin | –                         |
| 28. Juni 1992 – 18. Juli 1992 3 Wochen | 3                                        | Riff                                     | Weiße Jungs bringen’s nicht Dallas L. Austin, Randall K. Benson | –                         |
| 19. Juli 1992 – 22. August 1992 5 Wochen | 5                                        | Mariah Carey                             | I’ll Be There Berry Gordy, Bob West, Willie Hutch, Hal Davis | –                         |
| 23. August 1992 – 5. September 1992 2 Wochen (insgesamt 3) | 3                                        | The Red Nose Band feat. Hammond Gamble   | You Make the Whole World Smile Murray Robert Grindlay, Murray Wallace McNabb | –                         |
| 6. September 1992 – 17. Oktober 1992 6 Wochen | 6                                        | Billy Ray Cyrus                          | Achy Breaky Heart Donald L. Von Tress | –                         |
| 18. Oktober 1992 – 5. Dezember 1992 7 Wochen | 7                                        | Boyz II Men                              | End of the Road Kenneth B. Edmonds, Antonio M. Reid, Daryl L. Simmons | –                         |
| 6. Dezember 1992 – 19. Dezember 1992 2 Wochen | 2                                        | Charles & Eddie                          | Would I Lie to You? Mick Leeson, Peter Benson Vale | –                         |
| 20. Dezember 1992 – 27. März 1993 14 Wochen | 14                                       | Whitney Houston                          | I Will Always Love You Dolly Parton | –                         |

## Alben
| ← 1991 ← | Liste der Nummer-eins-Hits in Neuseeland | Liste der Nummer-eins-Hits in Neuseeland | Liste der Nummer-eins-Hits in Neuseeland | 1993 →                    |
| \| Zeitraum \| Wo. ges. \| Interpret \| Titel \| Zusätzliche Informationen \| \| (Zeitraum, Wochen auf Platz eins, Interpret, Titel, zusätzliche Informationen) \| \| \| \| \| \| ------------------------------------------------------------------------------ \| -------- \| --------------------- \| ---------------------------- \| ------------------------- \| \| 8. Dezember 1991 – 25. Januar 1992 7 Wochen \| 7 \| Queen \| Greatest Hits II \| – \| \| 26. Januar 1992 – 21. März 1992 8 Wochen (insgesamt 10) \| 10 \| (Soundtrack) \| The Commitments \| – \| \| 22. März 1992 – 4. April 1992 2 Wochen \| 2 \| The Exponents \| Something Beginning with C \| – \| \| 5. April 1992 – 18. April 1992 2 Wochen (insgesamt 10) \| 10 \| (Soundtrack) \| The Commitments \| – \| \| 19. April 1992 – 25. April 1992 1 Woche \| 1 \| Def Leppard \| Adrenalize \| – \| \| 26. April 1992 – 23. Mai 1992 4 Wochen \| 4 \| Crowded House \| Woodface \| – \| \| 24. Mai 1992 – 30. Mai 1992 1 Woche \| 1 \| Red Hot Chili Peppers \| Blood Sugar Sex Magik \| – \| \| 31. Mai 1992 – 6. Juni 1992 1 Woche (insgesamt 3) \| 3 \| Diesel \| Hepfidelity \| – \| \| 7. Juni 1992 – 4. Juli 1992 4 Wochen \| 4 \| Lionel Richie \| Back to Front \| – \| \| 5. Juli 1992 – 18. Juli 1992 2 Wochen (insgesamt 3) \| 3 \| Diesel \| Hepfidelity \| – \| \| 19. Juli 1992 – 8. August 1992 3 Wochen \| 3 \| Dr. Hook \| Completed Hook – The Best Of \| – \| \| 9. August 1992 – 15. August 1992 1 Woche \| 1 \| Ruby Turner \| The Best Of \| – \| \| 16. August 1992 – 5. September 1992 3 Wochen \| 3 \| Mariah Carey \| MTV Unplugged EP \| – \| \| 6. September 1992 – 3. Oktober 1992 4 Wochen (insgesamt 18) \| 18 \| Eric Clapton \| Unplugged \| – \| \| 4. Oktober 1992 – 10. Oktober 1992 1 Woche \| 1 \| Supertramp \| The Very Best of Supertramp \| – \| \| 11. Oktober 1992 – 31. Oktober 1992 3 Wochen (insgesamt 18) \| 18 \| Eric Clapton \| Unplugged \| – \| \| 1. November 1992 – 7. November 1992 1 Woche \| 1 \| R.E.M. \| Automatic for the People \| – \| \| 8. November 1992 – 14. November 1992 1 Woche (insgesamt 4) \| 4 \| Simple Minds \| Glittering Prize 81/92 \| – \| \| 15. November 1992 – 21. November 1992 1 Woche (insgesamt 18) \| 18 \| Eric Clapton \| Unplugged \| – \| \| 22. November 1992 – 12. Dezember 1992 3 Wochen (insgesamt 4) \| 4 \| Simple Minds \| Glittering Prize 81/92 \| – \| \| 13. Dezember 1992 – 23. Januar 1993 6 Wochen (insgesamt 18) \| 18 \| Eric Clapton \| Unplugged \| – \| |                                          |                                          |                                          |                           |
| ← 1991 |                                          |                                          |                                          | → 1993 →                  |
| Zeitraum | Wo. ges.                                 | Interpret                                | Titel                                    | Zusätzliche Informationen |
| (Zeitraum, Wochen auf Platz eins, Interpret, Titel, zusätzliche Informationen) |                                          |                                          |                                          |                           |
| 8. Dezember 1991 – 25. Januar 1992 7 Wochen | 7                                        | Queen                                    | Greatest Hits II                         | –                         |
| 26. Januar 1992 – 21. März 1992 8 Wochen (insgesamt 10) | 10                                       | (Soundtrack)                             | The Commitments                          | –                         |
| 22. März 1992 – 4. April 1992 2 Wochen | 2                                        | The Exponents                            | Something Beginning with C               | –                         |
| 5. April 1992 – 18. April 1992 2 Wochen (insgesamt 10) | 10                                       | (Soundtrack)                             | The Commitments                          | –                         |
| 19. April 1992 – 25. April 1992 1 Woche | 1                                        | Def Leppard                              | Adrenalize                               | –                         |
| 26. April 1992 – 23. Mai 1992 4 Wochen | 4                                        | Crowded House                            | Woodface                                 | –                         |
| 24. Mai 1992 – 30. Mai 1992 1 Woche | 1                                        | Red Hot Chili Peppers                    | Blood Sugar Sex Magik                    | –                         |
| 31. Mai 1992 – 6. Juni 1992 1 Woche (insgesamt 3) | 3                                        | Diesel                                   | Hepfidelity                              | –                         |
| 7. Juni 1992 – 4. Juli 1992 4 Wochen | 4                                        | Lionel Richie                            | Back to Front                            | –                         |
| 5. Juli 1992 – 18. Juli 1992 2 Wochen (insgesamt 3) | 3                                        | Diesel                                   | Hepfidelity                              | –                         |
| 19. Juli 1992 – 8. August 1992 3 Wochen | 3                                        | Dr. Hook                                 | Completed Hook – The Best Of             | –                         |
| 9. August 1992 – 15. August 1992 1 Woche | 1                                        | Ruby Turner                              | The Best Of                              | –                         |
| 16. August 1992 – 5. September 1992 3 Wochen | 3                                        | Mariah Carey                             | MTV Unplugged EP                         | –                         |
| 6. September 1992 – 3. Oktober 1992 4 Wochen (insgesamt 18) | 18                                       | Eric Clapton                             | Unplugged                                | –                         |
| 4. Oktober 1992 – 10. Oktober 1992 1 Woche | 1                                        | Supertramp                               | The Very Best of Supertramp              | –                         |
| 11. Oktober 1992 – 31. Oktober 1992 3 Wochen (insgesamt 18) | 18                                       | Eric Clapton                             | Unplugged                                | –                         |
| 1. November 1992 – 7. November 1992 1 Woche | 1                                        | R.E.M.                                   | Automatic for the People                 | –                         |
| 8. November 1992 – 14. November 1992 1 Woche (insgesamt 4) | 4                                        | Simple Minds                             | Glittering Prize 81/92                   | –                         |
| 15. November 1992 – 21. November 1992 1 Woche (insgesamt 18) | 18                                       | Eric Clapton                             | Unplugged                                | –                         |
| 22. November 1992 – 12. Dezember 1992 3 Wochen (insgesamt 4) | 4                                        | Simple Minds                             | Glittering Prize 81/92                   | –                         |
| 13. Dezember 1992 – 23. Januar 1993 6 Wochen (insgesamt 18) | 18                                       | Eric Clapton                             | Unplugged                                | –                         |